# 馬家窯文化

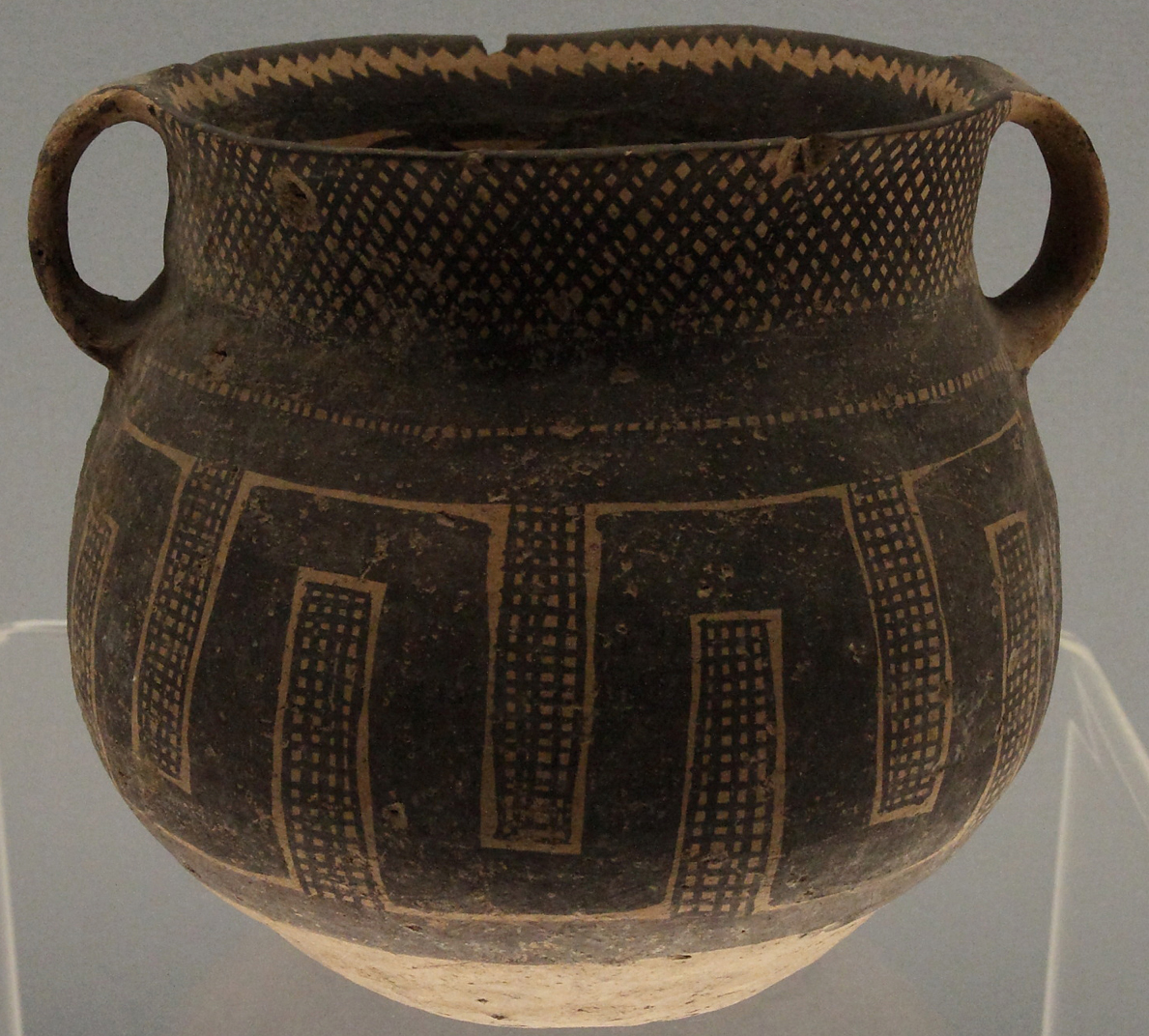
馬家窯文化の彩陶。紀元前2200年から紀元前2000年ごろ、上海博物館所蔵

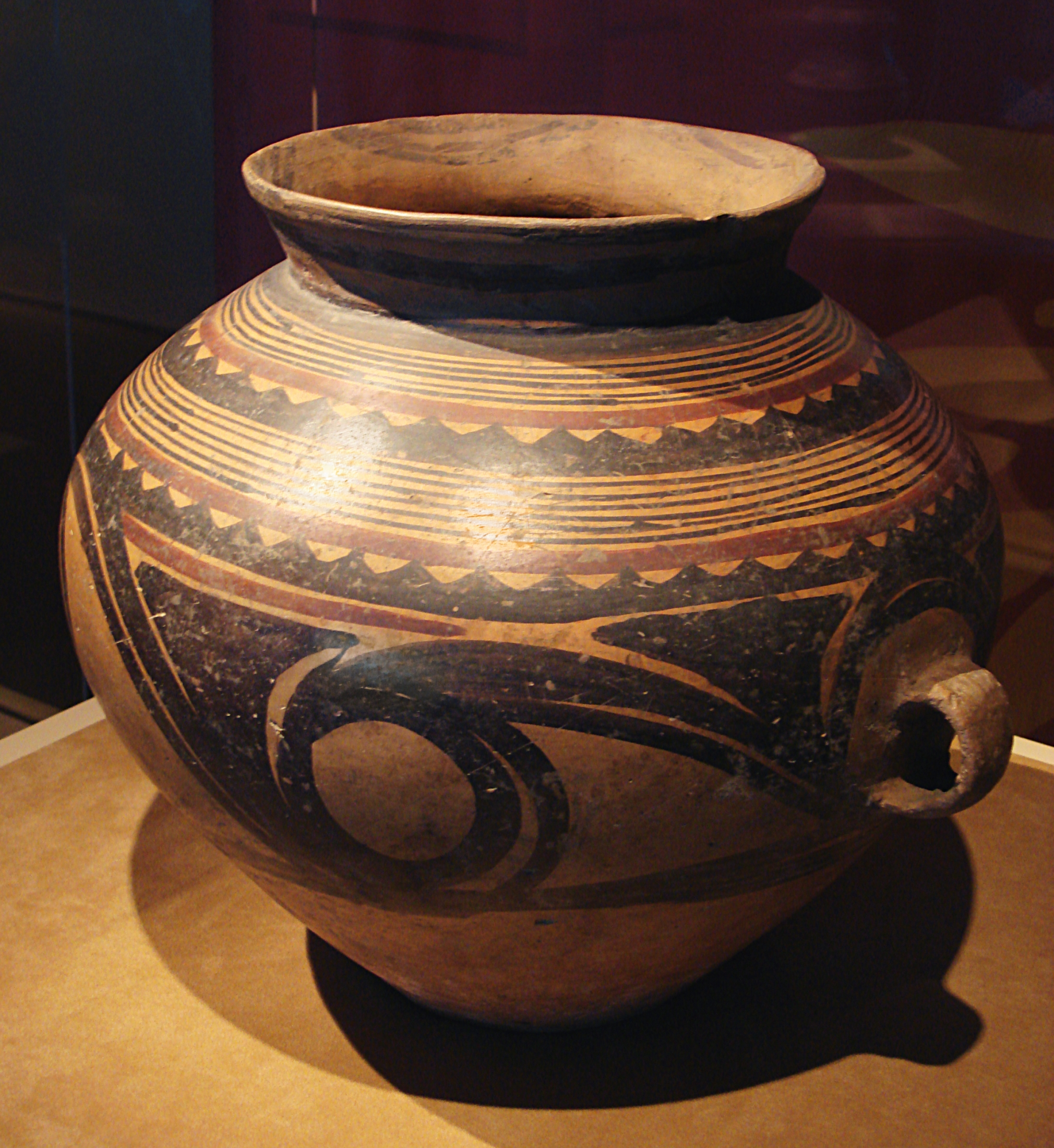
馬家窯文化の彩陶

馬家窯文化（ばかようぶんか、马家窑文化、拼音: mǎjiāyáo wénhuà, 紀元前3100年頃-紀元前2700年頃）は、中国西北の内陸部である黄河最上流部の甘粛省や青海省に存在した新石器時代後期の文化である。甘粛彩陶文化ともいう。陶器表面にさまざまな文様が描かれた彩陶が代表的であるほか、青銅でできた物品もすでに登場し青銅器時代の幕開けとなった。
1923年に甘粛省臨洮県の馬家窯村で遺跡が発見されたことからこの名がある。馬家窯文化では、焼く前の壺や調理器に筆で酸化鉄などで黒や赤の文様を描き、1000度前後の温度で焼いた彩陶（日本でいう彩文土器）が多数出土している。
馬家窯文化は仰韶文化の遺跡の上の地層から発見される。そのため、黄河中流の中原に発した仰韶文化が西へ向けて広がったものと考えられ、今から5700年前以上前の新石器時代後期に出現している。
馬家窯文化は出土物の類型から、石嶺下、馬家窯、半山、馬廠の4つの類型期に分かれている。これらの出土した地層の関係（層序学）や炭素14による放射性炭素年代測定から、石嶺下類型期は紀元前3800年から紀元前3100年の間に、馬家窯類型期は紀元前3100年から紀元前2700年の間に、半山類型期は紀元前2600年から紀元前2300年までの間に、馬廠類型期は紀元前2200年から紀元前2000年の間にそれぞれ栄えたと考えられる。